# بيلي ريد (لاعب كرة سلة)
بيلي ريد (بالإنجليزية: Billy Reed)‏ (12 نوفمبر 1922 في الولايات المتحدة - 5 ديسمبر 2005 في الولايات المتحدة) هو لاعب كرة قاعدة ولاعب كرة سلة أمريكي في مركز قاعدي ثاني ‏.

## وصلات خارجية
- بيلي ريد (لاعب كرة السلة) على موقعبيزبول رفرنس.كوم (الدوري الرئيسي) (الإنجليزية)
- بيلي ريد (لاعب كرة السلة) على موقع سبورتس رفرنس (الإنجليزية)